# 小行星列表/61801-61900
| 名稱        | 臨時編號   | 發現日期      | 發現地點   | 發現者                         |
| ----------- | ---------- | ------------- | ---------- | ------------------------------ |
| 小行星61801 | 2000 QV184 | 2000年8月26日 | 索科罗     | 林肯近地小行星研究小组         |
| 小行星61802 | 2000 QA185 | 2000年8月26日 | 索科罗     | 林肯近地小行星研究小组         |
| 小行星61803 | 2000 QL185 | 2000年8月26日 | 索科罗     | 林肯近地小行星研究小组         |
| 小行星61804 | 2000 QO185 | 2000年8月26日 | 索科罗     | 林肯近地小行星研究小组         |
| 小行星61805 | 2000 QR185 | 2000年8月26日 | 索科罗     | 林肯近地小行星研究小组         |
| 小行星61806 | 2000 QZ185 | 2000年8月26日 | 索科罗     | 林肯近地小行星研究小组         |
| 小行星61807 | 2000 QC186 | 2000年8月26日 | 索科罗     | 林肯近地小行星研究小组         |
| 小行星61808 | 2000 QD187 | 2000年8月26日 | 索科罗     | 林肯近地小行星研究小组         |
| 小行星61809 | 2000 QG187 | 2000年8月26日 | 索科罗     | 林肯近地小行星研究小组         |
| 小行星61810 | 2000 QM187 | 2000年8月26日 | 索科罗     | 林肯近地小行星研究小组         |
| 小行星61811 | 2000 QQ187 | 2000年8月26日 | 索科罗     | 林肯近地小行星研究小组         |
| 小行星61812 | 2000 QP189 | 2000年8月26日 | 索科罗     | 林肯近地小行星研究小组         |
| 小行星61813 | 2000 QQ189 | 2000年8月26日 | 索科罗     | 林肯近地小行星研究小组         |
| 小行星61814 | 2000 QX189 | 2000年8月26日 | 索科罗     | 林肯近地小行星研究小组         |
| 小行星61815 | 2000 QZ189 | 2000年8月26日 | 索科罗     | 林肯近地小行星研究小组         |
| 小行星61816 | 2000 QR190 | 2000年8月26日 | 索科罗     | 林肯近地小行星研究小组         |
| 小行星61817 | 2000 QV190 | 2000年8月26日 | 索科罗     | 林肯近地小行星研究小组         |
| 小行星61818 | 2000 QW190 | 2000年8月26日 | 索科罗     | 林肯近地小行星研究小组         |
| 小行星61819 | 2000 QT191 | 2000年8月26日 | 索科罗     | 林肯近地小行星研究小组         |
| 小行星61820 | 2000 QV191 | 2000年8月26日 | 索科罗     | 林肯近地小行星研究小组         |
| 小行星61821 | 2000 QW191 | 2000年8月26日 | 索科罗     | 林肯近地小行星研究小组         |
| 小行星61822 | 2000 QF192 | 2000年8月26日 | 索科罗     | 林肯近地小行星研究小组         |
| 小行星61823 | 2000 QF193 | 2000年8月29日 | 索科罗     | 林肯近地小行星研究小组         |
| 小行星61824 | 2000 QU193 | 2000年8月29日 | 索科罗     | 林肯近地小行星研究小组         |
| 小行星61825 | 2000 QV193 | 2000年8月29日 | 索科罗     | 林肯近地小行星研究小组         |
| 小行星61826 | 2000 QC194 | 2000年8月31日 | 索科罗     | 林肯近地小行星研究小组         |
| 小行星61827 | 2000 QZ194 | 2000年8月26日 | 索科罗     | 林肯近地小行星研究小组         |
| 小行星61828 | 2000 QC195 | 2000年8月26日 | 索科罗     | 林肯近地小行星研究小组         |
| 小行星61829 | 2000 QL195 | 2000年8月26日 | 索科罗     | 林肯近地小行星研究小组         |
| 小行星61830 | 2000 QA196 | 2000年8月28日 | 索科罗     | 林肯近地小行星研究小组         |
| 小行星61831 | 2000 QB196 | 2000年8月28日 | 索科罗     | 林肯近地小行星研究小组         |
| 小行星61832 | 2000 QL196 | 2000年8月29日 | 索科罗     | 林肯近地小行星研究小组         |
| 小行星61833 | 2000 QM196 | 2000年8月29日 | 索科罗     | 林肯近地小行星研究小组         |
| 小行星61834 | 2000 QS196 | 2000年8月29日 | 索科罗     | 林肯近地小行星研究小组         |
| 小行星61835 | 2000 QX196 | 2000年8月29日 | 索科罗     | 林肯近地小行星研究小组         |
| 小行星61836 | 2000 QA197 | 2000年8月29日 | 索科罗     | 林肯近地小行星研究小组         |
| 小行星61837 | 2000 QC197 | 2000年8月29日 | 索科罗     | 林肯近地小行星研究小组         |
| 小行星61838 | 2000 QL197 | 2000年8月29日 | 索科罗     | 林肯近地小行星研究小组         |
| 小行星61839 | 2000 QA198 | 2000年8月29日 | 索科罗     | 林肯近地小行星研究小组         |
| 小行星61840 | 2000 QL198 | 2000年8月29日 | 索科罗     | 林肯近地小行星研究小组         |
| 小行星61841 | 2000 QW199 | 2000年8月29日 | 索科罗     | 林肯近地小行星研究小组         |
| 小行星61842 | 2000 QE200 | 2000年8月29日 | 索科罗     | 林肯近地小行星研究小组         |
| 小行星61843 | 2000 QT200 | 2000年8月29日 | 索科罗     | 林肯近地小行星研究小组         |
| 小行星61844 | 2000 QU200 | 2000年8月29日 | 索科罗     | 林肯近地小行星研究小组         |
| 小行星61845 | 2000 QW200 | 2000年8月29日 | 索科罗     | 林肯近地小行星研究小组         |
| 小行星61846 | 2000 QH201 | 2000年8月29日 | 索科罗     | 林肯近地小行星研究小组         |
| 小行星61847 | 2000 QW201 | 2000年8月29日 | 索科罗     | 林肯近地小行星研究小组         |
| 小行星61848 | 2000 QG202 | 2000年8月29日 | 索科罗     | 林肯近地小行星研究小组         |
| 小行星61849 | 2000 QP202 | 2000年8月29日 | 索科罗     | 林肯近地小行星研究小组         |
| 小行星61850 | 2000 QZ202 | 2000年8月29日 | 索科罗     | 林肯近地小行星研究小组         |
| 小行星61851 | 2000 QA204 | 2000年8月29日 | 索科罗     | 林肯近地小行星研究小组         |
| 小行星61852 | 2000 QB204 | 2000年8月29日 | 索科罗     | 林肯近地小行星研究小组         |
| 小行星61853 | 2000 QO204 | 2000年8月31日 | 索科罗     | 林肯近地小行星研究小组         |
| 小行星61854 | 2000 QQ204 | 2000年8月31日 | 索科罗     | 林肯近地小行星研究小组         |
| 小行星61855 | 2000 QE205 | 2000年8月31日 | 索科罗     | 林肯近地小行星研究小组         |
| 小行星61856 | 2000 QJ205 | 2000年8月31日 | 索科罗     | 林肯近地小行星研究小组         |
| 小行星61857 | 2000 QL205 | 2000年8月31日 | 索科罗     | 林肯近地小行星研究小组         |
| 小行星61858 | 2000 QM205 | 2000年8月31日 | 索科罗     | 林肯近地小行星研究小组         |
| 小行星61859 | 2000 QS205 | 2000年8月31日 | 索科罗     | 林肯近地小行星研究小组         |
| 小行星61860 | 2000 QT205 | 2000年8月31日 | 索科罗     | 林肯近地小行星研究小组         |
| 小行星61861 | 2000 QA207 | 2000年8月31日 | 索科罗     | 林肯近地小行星研究小组         |
| 小行星61862 | 2000 QA208 | 2000年8月31日 | 索科罗     | 林肯近地小行星研究小组         |
| 小行星61863 | 2000 QJ208 | 2000年8月31日 | 索科罗     | 林肯近地小行星研究小组         |
| 小行星61864 | 2000 QL208 | 2000年8月31日 | 索科罗     | 林肯近地小行星研究小组         |
| 小行星61865 | 2000 QO210 | 2000年8月31日 | 索科罗     | 林肯近地小行星研究小组         |
| 小行星61866 | 2000 QE211 | 2000年8月31日 | 索科罗     | 林肯近地小行星研究小组         |
| 小行星61867 | 2000 QQ211 | 2000年8月31日 | 索科罗     | 林肯近地小行星研究小组         |
| 小行星61868 | 2000 QN212 | 2000年8月31日 | 索科罗     | 林肯近地小行星研究小组         |
| 小行星61869 | 2000 QO212 | 2000年8月31日 | 索科罗     | 林肯近地小行星研究小组         |
| 小行星61870 | 2000 QV212 | 2000年8月31日 | 索科罗     | 林肯近地小行星研究小组         |
| 小行星61871 | 2000 QE213 | 2000年8月31日 | 索科罗     | 林肯近地小行星研究小组         |
| 小行星61872 | 2000 QH213 | 2000年8月31日 | 索科罗     | 林肯近地小行星研究小组         |
| 小行星61873 | 2000 QN213 | 2000年8月31日 | 索科罗     | 林肯近地小行星研究小组         |
| 小行星61874 | 2000 QX213 | 2000年8月31日 | 索科罗     | 林肯近地小行星研究小组         |
| 小行星61875 | 2000 QS214 | 2000年8月31日 | 索科罗     | 林肯近地小行星研究小组         |
| 小行星61876 | 2000 QN215 | 2000年8月31日 | 索科罗     | 林肯近地小行星研究小组         |
| 小行星61877 | 2000 QU215 | 2000年8月31日 | 索科罗     | 林肯近地小行星研究小组         |
| 小行星61878 | 2000 QD216 | 2000年8月31日 | 索科罗     | 林肯近地小行星研究小组         |
| 小行星61879 | 2000 QQ216 | 2000年8月31日 | 索科罗     | 林肯近地小行星研究小组         |
| 小行星61880 | 2000 QC217 | 2000年8月31日 | 索科罗     | 林肯近地小行星研究小组         |
| 小行星61881 | 2000 QS217 | 2000年8月31日 | 索科罗     | 林肯近地小行星研究小组         |
| 小行星61882 | 2000 QA218 | 2000年8月31日 | 索科罗     | 林肯近地小行星研究小组         |
| 小行星61883 | 2000 QU218 | 2000年8月20日 | 可可尼诺县 | 洛厄尔天文台近地小行星搜寻计划 |
| 小行星61884 | 2000 QJ219 | 2000年8月20日 | 可可尼诺县 | 洛厄尔天文台近地小行星搜寻计划 |
| 小行星61885 | 2000 QN219 | 2000年8月20日 | 可可尼诺县 | 洛厄尔天文台近地小行星搜寻计划 |
| 小行星61886 | 2000 QV219 | 2000年8月20日 | 可可尼诺县 | 洛厄尔天文台近地小行星搜寻计划 |
| 小行星61887 | 2000 QF220 | 2000年8月21日 | 可可尼诺县 | 洛厄尔天文台近地小行星搜寻计划 |
| 小行星61888 | 2000 QO220 | 2000年8月21日 | 可可尼诺县 | 洛厄尔天文台近地小行星搜寻计划 |
| 小行星61889 | 2000 QL221 | 2000年8月21日 | 可可尼诺县 | 洛厄尔天文台近地小行星搜寻计划 |
| 小行星61890 | 2000 QZ221 | 2000年8月21日 | 可可尼诺县 | 洛厄尔天文台近地小行星搜寻计划 |
| 小行星61891 | 2000 QO222 | 2000年8月21日 | 可可尼诺县 | 洛厄尔天文台近地小行星搜寻计划 |
| 小行星61892 | 2000 QQ222 | 2000年8月21日 | 可可尼诺县 | 洛厄尔天文台近地小行星搜寻计划 |
| 小行星61893 | 2000 QX222 | 2000年8月21日 | 可可尼诺县 | 洛厄尔天文台近地小行星搜寻计划 |
| 小行星61894 | 2000 QT224 | 2000年8月26日 | 海勒卡拉   | 近地小行星追踪                 |
| 小行星61895 | 2000 QV224 | 2000年8月26日 | 海勒卡拉   | 近地小行星追踪                 |
| 小行星61896 | 2000 QG227 | 2000年8月31日 | 索科罗     | 林肯近地小行星研究小组         |
| 小行星61897 | 2000 QY227 | 2000年8月31日 | 索科罗     | 林肯近地小行星研究小组         |
| 小行星61898 | 2000 QZ227 | 2000年8月31日 | 索科罗     | 林肯近地小行星研究小组         |
| 小行星61899 | 2000 QN228 | 2000年8月31日 | 索科罗     | 林肯近地小行星研究小组         |
| 小行星61900 | 2000 QQ228 | 2000年8月31日 | 索科罗     | 林肯近地小行星研究小组         |

| 上一頁： 61701-61800 | 小行星列表 61801-61900 | 下一頁： 61901-62000 |